# Named-User-Lizenzmodell
Das Named-User-Lizenzmodell beschreibt in der Informationstechnologie eine Lizenzierungsform, bei der die maximale Anzahl der Nutzer festgelegt wird, die mit einem registrierten, namentlich eingetragenen Zugang auf eine Ressource zugreifen dürfen. Eine Ressource ist zum Beispiel eine Softwareanwendung, ein Batchprozessor, eine Datei oder ein Arbeitsplatz. Die Named-User-Lizenzierung unterscheidet sich damit von dem Concurrent-User-Lizenzmodell, bei dem die Anzahl der zeitgleich zugreifenden Nutzer festgelegt wird.
Während also beispielsweise eine Software mit einer Lizenz für fünf Concurrent-User auch von mehr als fünf Nutzern genutzt werden darf, können dabei zu jedem Zeitpunkt aber nur maximal fünf Nutzer darauf zugreifen. Eine Software mit einer Lizenz für fünf Named-User hingegen kann ausschließlich von maximal fünf registrierten, namentlich eingetragenen Nutzern verwendet werden.